# Regina Kolbe
Regina Kolbe, geb. Peters, (* 28. März 1950 in Havelberg; † 19. Mai 2015) war eine deutsche Politikerin (SPD).
Kolbe war beruflich als Chemielaborantin und Verwaltungsangestellte tätig. Sie gehörte von 1990 bis 1994 dem Deutschen Bundestag an. Sie wurde dabei über die Landesliste der SPD in Sachsen ins Parlament gewählt.